# Lasiocampinae
Lasiocampinae — підродина метеликів родини Коконопряди (Lasiocampidae). Підродина містить близько 300 видів та широко поширена по всіх континентах крім Антарктиди.

## Опис
Група включає середніх або досить великих, важких метеликів. Вони часто бувають жовтого або коричневого кольору. Як правило, відзначається статевий диморфізм — самки більші, могутніші і світліші за кольором, дрібніші і стрункіші самці мають великі перисті антени. У кількох родів (наприклад, Gastropacha), ця різниця менша. Характерною особливістю є те, що задні крила досить короткі, особливо у самців. У більшості видів самці мають спеціальний орган на передніх ногах, які вони використовують, щоб очистити свої великі антени. Личинки щільно покриті довгим волоссям, і часто живуть групами на деревах і чагарниках, рідше на травах. Дорослі мають нерозвинений ротовий апарат, вони не живляться, основна їхня ціль це спаровування і відкладання яєць. Великі самиці мало літають, вони сидять спокійно серед трави і випромінюють феромони, які самці виявляють своїми антенами на великій відстані, коли вони патрулюють місцевість у швидкому, але хиткому польоті. Самки літають майже виключно вночі, самці з іншого боку, часто в сонячному світлі.

## Роди
- Anadiasa
- Anastrolos
- Beralade
- Caloecia
- Chilena
- Cosmotriche
- Cyclophragma
- Dendrolimus
- Dicogaster
- Entometa
- Eremaea
- Ergolea
- Eriogaster
- Eutachyptera
- Euthrix
- Genduara
- Gloveria
- Lasiocampa
- Lebeda
- Lenodora
- Macrothylacia
- Malacosoma
- Neurochyta
- Opsirhina
- Pachypasa
- Pararguda
- Phoenicladocera
- Pinara
- Poecilocampa
- Porela
- Psilogaster
- Quadrina
- Sena
- Somadasys
- Stoermeriana
- Streblote
- Symphyta
- Syrastrenopsis
- Trichiura